# Estació de La Corunya
L'estació de la Corunya, també coneguda com a la Corunya-San Cristovo (en gallec A Coruña-San Cristovo), és l'estació de ferrocarril més important de la ciutat de la Corunya, a Galícia. Aquesta concentra el trànsit de passatgers i l'estació de San Diego les mercaderies. És de caràcter terminal.
L'edifici principal es va construir l'any 1935 i és obra d'Antonio Gascué Echeverría. És d'una arquitectura única en les estacions espanyoles, i fins i tot europees, essent l'única juntament amb la de Hèlsinki, del mateix estil. És una barreja entre racionalisme i de postguerra.
L'estació està situada al carrer Joaquín Planells s/n, al costat de la Ronda d'Outeiro, relativament apartada del centre de la ciutat, encara que ben comunicada en autobús.

## Història
El ferrocarril va arribar a la ciutat el 10 d'octubre de 1875 amb la inauguració del tram La Corunya-Lugo de la línia que havia d'unir Palència amb la capital corunyesa.
El 10 de desembre de 2011 es va posar en servei el tram d'Alta Velocitat entre Ourense i la Corunya, pel qual circulen des de llavors trens Avant. Està prevista una remodelació de l'estació arran de l'arribada de l'alta velocitat.

### Futura estació intermodal
El futur de l'estació està en fase d'estudi, basant-se principalment en les directrius de l'urbanista Joan Busquets. Es pretén agrupar en el mateix edifici l'estació de tren, d'autobusos, taxis i metro lleufer, creant a més un gran parc en superfície, un augment dels serveis, un corredor verd, el soterrament de les vies i fins i tot, donant-se la possibilitat d'un jardí botànic en l'actual platja de vies. El finançament aniria a càrrec de la Xunta de Galícia, Adif, Vialia i el mateix ajuntament, mitjançant la construcció d'habitatges o edificis de serveis entorn del parc i al solar que deixaria lliure l'actual estació d'autobusos.

## Serveis ferroviaris

### Llarga Distància
| Tren                    | Destinació       | Estacions del recorregut | Observacions |
| ----------------------- | ---------------- | --- | ------------ |
| Arco Camiño de Santiago | Hendaia          | Santiago de Compostel·la · O Carballiño · Ourense-Empalme · Monforte de Lemos · A Rúa-Petín · O Barco de Valdeorras · Ponferrada · Bembibre · Astorga · Lleó · Sahagún · Palència · Burgos · Miranda de Ebro · Vitòria · Altsasu · Zumarraga · Sant Sebastià · Irun                                |              |
| Talgo                   | Madrid-Chamartín | Santiago de Compostel·la · O Carballiño · Ourense-Empalme · A Gudiña · Puebla de Sanabria · Zamora · Medina del Campo · Segòvia-Guiomar | -            |
| Talgo                   | Alacant-Terminal | Santiago de Compostel·la · O Carballiño · Ourense-Empalme · A Gudiña · Puebla de Sanabria · Zamora · Medina del Campo · Àvila · Villalba de Guadarrama · Madrid-Chamartín · Madrid-Atocha Cercanías · Alcázar de San Juan · Albacete · Almansa · Villena · Elda-Petrer                             | -            |
| Trenhotel Galicia       | Barcelona-Sants  | Betanzos-Infesta · Curtis · Lugo · Sarria · Monforte de Lemos · San Clodio-Quiroga · A Rúa-Petín · O Barco de Valdeorras · Ponferrada · Bembibre · Astorga · Lleó · Palència · Burgos · Logronyo · Castejón de Ebro · Tudela de Navarra · Saragossa-Delicias · Lleida-Pirineus · Camp de Tarragona | -            |
| Trenhotel Rías Galegas  | Madrid-Chamartín | Santiago de Compostel·la · O Carballiño · Ourense-Empalme · A Gudiña · Puebla de Sanabria · Zamora · Medina del Campo · Àvila | -            |